# Publicidade de medicamentos
A publicidade de medicamentos é, ao lado do caso da de bebidas alcoólicas, uma das mais rentáveis para o mercado mundial, estimando-se em 2008 que ela custaria US$ 5 bilhões por ano às empresas farmacêuticas.
A fim de evitar a auto medicação e distúrbios de hipocondria, a Anvisa (Agência Nacional de Vigilância Sanitária) decidiu impôr restrições para os comerciais de medicamentos e conscientizar a população quanto aos riscos de seus usos indevidos. Segundo a Fiocruz (Fundação Oswaldo Cruz), no ano de 2006 foram registrados 32,8 mil casos de intoxicação por medicamentos no país.

## Celebridades
Segue abaixo uma relação de celebridades que figuraram em comerciais de produtos medicamentosos.
| Celebridade   | Medicamento | Ano  |
| ------------- | ----------- | ---- |
| Leonardo      | Doralgina   | 2009 |
| Nicete Bruno  | Anador      | 1984 |
| Paulo Goulart | Anador      | 1984 |
| Raul Gil      | Doralgina   | 2009 |
| Susana Vieira | Sedavan     | 2009 |